# Tibor Gašpar
Tibor Gašpar (* 23. duben 1962, Kežmarok) je místopředseda slovenského parlamentu, bývalý prezident slovenského Policejního sboru.
Je obviněn z několika trestných činů. V parlamentních volbách v roce 2023 byl za stranu SMER zvolen poslancem. Poté byl do listopadu 2024 předsedou parlamentního výboru pro obranu a bezpečnost. 

## Život
Gašpar absolvoval v roce 1981 Střední průmyslovou školu elektrotechnickou v Michalovcích. V letech 1982–1987 studoval učitelský směr na Fakultě tělesné výchovy a sportu Univerzity Komenského. Po absolutoriu pracoval jako učitel na základní škole v Nitře. V letech 1990 až 1993 pracoval jako odborný asistent na Pedagogické fakultě Univerzity Konstantina Filozofa v Nitře.

## Policejní sbor
Do služebního poměru policisty byl přijat 1. prosince 1993. Téhož roku zahájil na Akademii Policejního sboru v Bratislavě specializační policejní vzdělání. V letech 1993 až 1996 působil jako vyšetřovatel v Nitře, v letech 1996–1999 byl zástupcem ředitele Okresního úřadu vyšetřování Policejního sboru v Nitře. Následně působil na Krajském ředitelství v Nitře, pak přešel do funkce I. zástupce ředitele Krajského ředitelství a současně ředitele Úřadu justiční a kriminální policie KR PZ v Nitře, v letech 2003–2005.
Během druhé vlády Mikuláše Dzurindy byl v roce 2005 jmenován ředitelem Úřadu boje proti korupci. Na tomto postu zůstal i během následující vlády Roberta Fica. Do hodnosti generála ho 2. září 2008 jmenoval prezident Ivan Gašparovič. V letech 2010 až 2011 byl opět ve službě Úřadu justiční a kriminální policie KR PZ v Nitře.

## Policejním prezidentem
Dne 15. května 2012 ministr vnitra Robert Kaliňák jmenoval Gašpara prezidentem Policejního sboru. Ve funkci nahradil Jaroslava Spišiaka.
V září 2013 se stalo kontroverzním krokem Gašparovo jmenování nového ředitele Národní kriminální agentury. Nově jmenovaný Daniel Goga měl být spoluodpovědný za nevydařenou policejní akci v Levicích, při které v srpnu 2008 zemřeli dva lidé, civilista Ivan Rigo a policista Róbert Vida.

### Rezignace
Tibor Gašpar byl švagrem majitele nitranské bezpečnostní firmy Bonul Miroslava Bödöra († 2023). Novinář Ján Kuciak v článku z dubna 2017 upozornil na firmy personálně napojené na Bödörova syna Norberta, které získaly dotace a státní zakázky za několik milionů eur. I proto po vraždě Kuciaka žádali v březnu 2018 účastníci protestů Za slušné Slovensko odchod Gašpara z vedení policie. Kromě pochybení na začátku vyšetřování vraždy je znepokojoval i fakt, že na místě činu se nacházel šéf Národní kriminální agentury NAKA Róbert Krajmer, o kterém Kuciak psal.
Po tlaku veřejnosti se od tehdejšího ministra vnitra Tomáše Druckera očekávalo, že vyvodí důsledky i v Policejním sboru a přispěje k odstoupení Gašpara. Drucker rozhodnutí oddaloval. Nakonec sám odstoupil a Gašpar se s předsedou vlády Petrem Pellegrinim dohodl, že do 31. května 2018 na svou funkci rezignuje. Nástupcem Gašpara se stal ředitel policejní inspekce Milan Lučanský.
Od 1. srpna 2018 do 31. ledna 2019 působil Gašpar jako poradce ministryně vnitra Denisy Sakové. Z funkce byl později odvolán.

## Obvinění z trestné činnosti
Dne 5. listopadu 2020 byl Národní kriminální agenturou zadržen v rámci akce „Očistec“. Vyšetřovatel jej obvinil z několika trestných činů, mimo jiné ze založení, zosnování a podporování zločinecké skupiny, korupce a zneužívání pravomoci veřejného činitele.
Podle obvinění se Gašpar i další policejní funkcionáři tajně setkávali s Norbertem Bödörem, který jim předával úplatky a dával pokyny. Gašpar vinu popřel a podal stížnost proti rozhodnutí o vzetí do vazby  Dne 5. listopadu 2021 byla jeho vazba ukončena, ale nadále byl stíhán.

## Poslancem
V parlamentních volbách v roce 2023 byl Gašpar za stranu SMER zvolen poslancem. Dne 25. října 2023 ho poslanci zvolili předsedou parlamentního výboru pro obranu a bezpečnost. Funkce se vzdal v listopadu 2024 s odkazem na vytíženost při výkonu funkce místopředsedy parlamentu. Tím byl zvolen v červnu 2024.
V červenci 2025 kritizoval českou Bezpečnostní informační službu za údajné zatajování informací v souvislosti s výhružkami bombovými útoky na českých a slovenských školách.

## Rodina
Gašparovým synem je advokát Pavol Gašpar, který se po parlamentních volbách na podzim 2023 stal státním tajemníkem na ministerstvu spravedlnosti. Na základě odposlechů čelil obvinění, že v roce 2021 naváděl ministra obrany Roberta Kaliňáka ke křivé výpovědi při policejním výslechu. Policie obvinění později stáhla.
Od srpna 2024 je Pavol Gašpar ředitelem SIS.